# Красноармейский район (Самарская область)
Красноарме́йский райо́н — административно-территориальная единица (район) и муниципальное образование (муниципальный район) на юго-западе Самарской области России.
Административный центр — село Красноармейское, находится в 77 километрах от областного центра.

## География
Площадь района — 2190 км². На юге граничит с Пестравским, на северо-востоке с Волжским, на востоке с Большеглушицким, на юго-западе с Хворостянским, на северо-западе с Безенчукским районами, на севере также граничит с городскими округами Новокуйбышевск и Чапаевск. Протяжённость района с севера на юг составляет 62 км, с запада на восток — 61 км.
Основные реки — Чапаевка, Чагра, Большая Вязовка.
Этот степной район испытывает дефицит водных ресурсов, рек здесь много, но они маловодны и в летние сезоны они пересыхают.

## История
После распада Золотой Орды по району кочевали татары Ногайской Орды. Территория района была присоединена к Российской империи в середине XVII века. Поселения района до революции входили в Николаевский уезд Самарской губернии.
На основании постановления Президиума Куйбышевского крайисполкома 5 февраля 1935 года был образован Колокольцовский район Куйбышевского края, в который вошли 11 сельских Советов: Андросовский, Александровский, Гражданский, Колдыбанский, Колыбеловский, Колокольцовский, Криволучье-Ивановский, Куйбышевский, Ново-Павловский, Павловский. Колокольцовский район 16 декабря 1938 года был переименован в Колдыбанский, а центр района из села Колокольцовка перемещён в село Колдыбань.
Послевоенные годы были очень тяжелыми, с 1951 года в районе началось укрупнение колхозов. 30 июня 1960 года к Колдыбанскому району была присоединена часть территории упразднённого Чапаевского района. В 1965 году Указом Президиума Верховного Совета РСФСР от 10 августа Колдыбанский район был переименован в Красноармейский, а его центр село Колдыбань — в село Красноармейское. В 1965 году произошло разукрупнение сельских районов, в результате чего от Красноармейского района отошли хозяйства Пестравского и Безенчукского районов, осталось в районе 10 колхозов и 6 совхозов.
В 1970-х годах район стал одним из крупнейших в области по производству и поставкам сельскохозяйственной продукции.
В 1980-е годы к 50-летию района трудящиеся района достигли особенно больших успехов, в результате чего Красноармейский район вышел на четвёртое место по сдаче государству сельскохозяйственной продукции в области и на третье место среди южных районов, уступив более крупным районам — Большеглушицкому и Большечерниговскому.
С 5 декабря 1991 года исполнительный комитет Красноармейского района был расформирован, образована администрация района: все колхозы и совхозы Красноармейского района были реорганизованы в коллективные сельскохозяйственные предприятия, акционерные общества, товарищества с ограниченной ответственностью.
В 2005 году отмечался 70-летний юбилей создания района.

## Демография
| 2002    | 2008    | 2010    | 2011    | 2012    | 2013    | 2014    | 2015    | 2016    |
| ------- | ------- | ------- | ------- | ------- | ------- | ------- | ------- | ------- |
| 19 211  | ↘18 298 | ↘18 050 | ↘17 971 | ↘17 709 | ↘17 533 | ↘17 368 | ↘17 325 | ↗17 330 |
| 2017    | 2018    | 2019    | 2020    | 2021    |         |         |         |         |
| ↘17 273 | ↘17 052 | ↘16 854 | ↘16 611 | ↘16 405 |         |         |         |         |

Всего насчитывается 43 населённых пункта.

## Административное деление
В муниципальный район Красноармейский входят 12 муниципальных образований со статусом сельского поселения:
1. Алексеевский (село Колокольцовка, посёлки Алексеевский, Любимовка, Медведевский, деревня Чагринка)
2. Андросовка (село Андросовка)
3. Волчанка (село Волчанка, посёлки Дубовка, деревни Александровка, Арсентьевка, Натальино, Нестеровка)
4. Гражданский (посёлок Гражданский)
5. Кировский (посёлок Братский, Кировский, Новопавловка, деревни Колыбеловка, Сытовка)
6. Колывань (сёла Вязовый Гай, Дергачи, Каменный Брод, Колывань, деревня Новая Деревня)
7. Красноармейское (село Красноармейское, посёлок Любицкий)
8. Криволучье-Ивановка (посёлок Богусский, село Криволучье-Ивановка)
9. Куйбышевский (посёлки Встречный, Куйбышевский)
10. Ленинский (посёлки Бутковский, Карагай, Кочетковский, Ленинский, Новая Вязовка, Софинский)
11. Павловка (село Павловка, посёлки Монастырский, Соляниха, деревня Хомяковка)
12. Чапаевский (село Воздвиженка, посёлки Новоалександровка, Чапаевский)

## Экономика
Природно-климатические условия района являются благоприятными для проживания населения и ведения сельского хозяйства. Быстрой отдачей способны обернуться инвестиции в аграрной отрасли.

## Здравоохранение
Красноармейский район обслуживает ГБУЗ Самарской области «Красноармейская центральная районная больница».

## Транспорт
Основные автодороги: Самара — Энгельс — Волгоград, Самара — Красноармейское — Пестравка, Пестравка — Марьевка и местные автодороги Красноармейское — Ленинский — А300 «Самара — Уральск», Красноармейское — Колокольцовка — Андросовка.

## Достопримечательности
В Красноармейском районе пять государственных памятников природы регионального значения, историко-культурные достопримечательности, связанные с жизнью известных, знаменитых людей.
- Село Павловка, рядом хутор Сосновка, владельцем которого был отчим Алексея Толстого Алексей Аполлонович Бостром. Раннее детство Алексея Толстого прошло именно здесь, в степном Заволжье.
- Село Колокольцовка и близлежащие земли были собственностью известного рода Колокольцовых. Позже село Колокольцовка и земли в округе перешли в собственность Антона Шихобалова, почётного гражданина Самары.